# Ron McGovney
Ron McGovney (Los Angeles, 2 novembre 1962) è un bassista statunitense, noto per essere stato il primo bassista dei Metallica.

## Biografia
Egli conobbe James Hetfield a scuola, e con lui condivideva la passione per il punk e per l'heavy metal. Hetfield convinse McGovney a imparare a suonare il basso, dandogli lezioni. I due suonarono assieme nei gruppi Phantom Lord, Syrinx, Obsession, Leather Charm e più tardi, unendosi a Lars Ulrich e Dave Mustaine, diedero vita ai Metallica. Il sodalizio di McGovney con questi ultimi durò circa un anno.
Sono state dichiarate tante ragioni sul suo abbandono, ma la più attendibile (confermata dallo stesso McGovney) è quella dovuta ad una lite con Mustaine. Tra i due il rapporto era già pessimo, dato che McGovney lo accusò di essere un "ladro" e un "bugiardo". Il punto di rottura si ebbe quando Mustaine, in stato di ubriachezza, versò una bottiglia di birra sui pick-up del suo basso. Quando McGovney andò per suonare, prese una violenta scossa elettrica e, come lui stesso disse nella biografia dei Metallica su VH1, venne letteralmente sbattuto contro il muro. Il bassista non tollerò il gesto di Mustaine e decise di andarsene.
Egli venne velocemente rimpiazzato da Cliff Burton, ex bassista di un gruppo chiamato Trauma. Dopo la dipartita, McGovney si ritirò dalla scena musicale finché, nel 1986, il cantante degli Hirax Katon W. DePena non lo persuase a diventare membro del suo progetto parallelo, i Phantasm. La band però non ottenne il successo sperato, registrando solo un demo nel 1987 e sciogliendosi l'anno successivo (le poche registrazioni vennero comunque pubblicate su un album nel 2001). Da allora McGovney ha abbandonato definitivamente la musica, mettendo in vendita la sua strumentazione su internet.
Il 10 dicembre 2011 è riapparso con i Metallica (dopo 29 anni dal suo allontanamento) per suonare i brani Hit the Lights e Seek & Destroy in occasione del 30º anniversario del gruppo.

## Discografia
- 2001 – Phantasm – Wreckage